# Liga Insular do Príncipe de 2013
A Liga Insular do Príncipe de 2013 foi a 15ª edição da Liga Insular do Príncipe, competição de futebol em São Tomé e Príncipe.
O campeão do torneio foi o FC Porto Real, que disputou a final do Campeonato Santomense de 2013, realizada em dois jogos.

## Clubes
Neste mesmo ano, a equipa do Porto Real havia retornado, após ter sido suspensa por uma temporada.
| Clube           | Cidade        | Distrito | Ilha     |
| --------------- | ------------- | -------- | -------- |
| GD Os Operários | Santo António | Pagué    | Príncipe |
| Sporting Clube  | Santo António | Pagué    | Príncipe |
| 1º de Maio      | Santo António | Pagué    | Príncipe |
| FC Porto Real   | Porto Real    | Pagué    | Príncipe |
| GD Sundy        | Sundi         | Pagué    | Príncipe |
| UDAPB           | Picão         | Pagué    | Príncipe |

## Classificação Final
Devido ao cancelamento de várias partidas ao longo da temporada, a tabela final terminou desigual, com clubes tendo realizado mais partidas que outros. Os dois primeiros, no entanto, tiveram o mesmo número de jogos, o que não alterou a validação do título.
| # | Equipa          | J  | V  | E | D  | GP | GC | SG  | Pts | Classificação                                           |
| - | --------------- | -- | -- | - | -- | -- | -- | --- | --- | ------------------------------------------------------- |
| 1 | FC Porto Real   | 20 | 12 | 6 | 2  | 34 | 18 | +16 | 42  | Qualificado para Final do Campeonato Santomense de 2013 |
| 2 | Sporting Clube  | 20 | 11 | 5 | 4  | 29 | 21 | +8  | 38  |                                                         |
| 3 | GD Sundy        | 17 | 8  | 4 | 5  | 23 | 18 | +5  | 28  |                                                         |
| 4 | GD Os Operários | 16 | 5  | 4 | 7  | 21 | 28 | −7  | 19  |                                                         |
| 5 | 1º de Maio      | 16 | 4  | 3 | 9  | 22 | 24 | −2  | 15  |                                                         |
| 6 | UDAPB           | 15 | 0  | 2 | 13 | 9  | 29 | −20 | 2   |                                                         |

Última atualização em 09 November 2013
Fonte: [carece de fontes?]
Regras para classificação: 1º pontos; 2º saldo de gols; 3º gols pró.
(C) = Campeão; (R) = Rebaixado; (P) = Promovido; (O) = Vencedor do play-off; (A) = Classificado para a próxima fase. 
Somente aplicável se a temporada não tiver terminado: 
(Q) = Classificado para a fase do torneio indicada; (TQ) = Classificado para o torneio, mas não para a fase indicada; (DQ) = Desclassificado do torneio.